# Przełączka za Iglicą

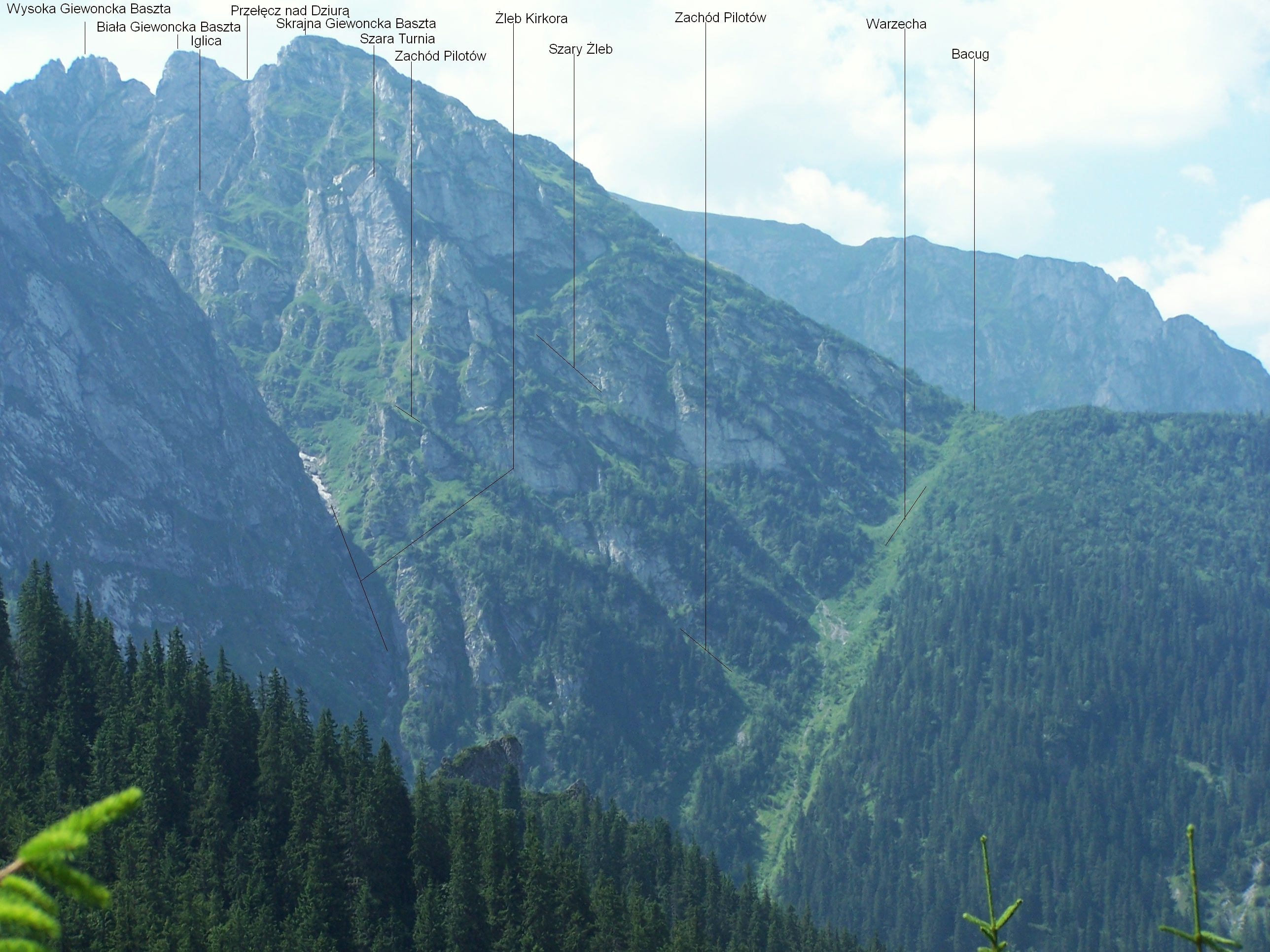
Widok na Mały Giewont z północno-wschodniej strony

Przełączka za Iglicą – wcięcie we wschodnim żebrze Skrajnej Giewonckiej Baszty, oddzielające turniczkę Iglica od górnej części żebra. Turniczka ta wznosi się około 10 m powyżej przełączki. Żebro oddziela od siebie dwa żleby: po lewej stronie (patrząc od dołu) jest to żleb Dwojak, po prawej głęboko wcięty bezimienny żleb. Górna część żebra powyżej przełączki za Iglicą do Dwojaka opada pionowymi ścianami, do tego drugiego żlebu w wielu miejscach łatwiej dostępnym zboczem. Wyjście z bezimiennego żlebu na Przełączkę za Iglicą jest dość łatwe, prowadzi skośnym, trawiastym zachodem. Pierwsze przejście przez przełączkę i dalej żebrem na szczyt Skrajnej Giewonckiej Turni – Andrzej Lejczak i Mieczysław Ziach 4 kwietnia 1992 r. Również zejście z Przełączki za Iglicą do Dwojaka jest łatwe. Obecnie wspinaczka w całym masywie Giewontu jest zabroniona, dozwolone jest tylko przejście znakowanymi szlakami.